# Don Giovanni (Sophie)
Pour les articles homonymes, voir Don Juan (homonymie).
Don Giovanni est le 18e album de la série Sophie de Jidéhem, paru en 1990. Il reprend la cinquante-cinquième histoire des aventures de Sophie, publiée pour la première fois dans le journal Spirou en 1989 (no 2687 à no 2695).